# Maraenobiotus brucei
Maraenobiotus brucei är en kräftdjursart som först beskrevs av Richard 1898.  Maraenobiotus brucei ingår i släktet Maraenobiotus och familjen Canthocamptidae. Inga underarter finns listade i Catalogue of Life.